# Таврический (Ставропольский край)
Таври́ческий — посёлок в Туркменском районе (муниципальном округе) Ставропольского края России.
До 16 марта 2020 года входил в состав муниципального образования «Сельское поселение Куликово-Копанский сельсовет» Туркменского района Ставропольского края.

## География
Расстояние до краевого центра: 130 км.
Расстояние до районного центра: 19 км.

## История
Основан в середине XIX века как отсёлок аула Куликовы Копани.
В 1956 году Туркменский район был упразднён с передачей территории Петровскому, Благодарненскому и Арзгирскому районам. На 1 марта 1966 года Куликово-Копанский сельсовет с населёнными пунктами Куликовы Копани и Таврический числился в составе Благодарненского района Ставропольского края:9.
В 1970 году Туркменский район был восстановлен, и Куликово-Копанский сельсовет со всеми населёнными пунктами вновь вошёл в его состав:27.

## Население
| 1925 | 1926 | 1989 | 2002 | 2010 | 2014 |
| ---- | ---- | ---- | ---- | ---- | ---- |
| 115  | ↗278 | ↗284 | ↗299 | ↘266 | ↗300 |

По данным переписи 2002 года в национальной структуре населения преобладают русские (72 %).

## Кладбище
В районе улицы Победы расположено общественное открытое кладбище площадью 8521 м².